# 黎智英

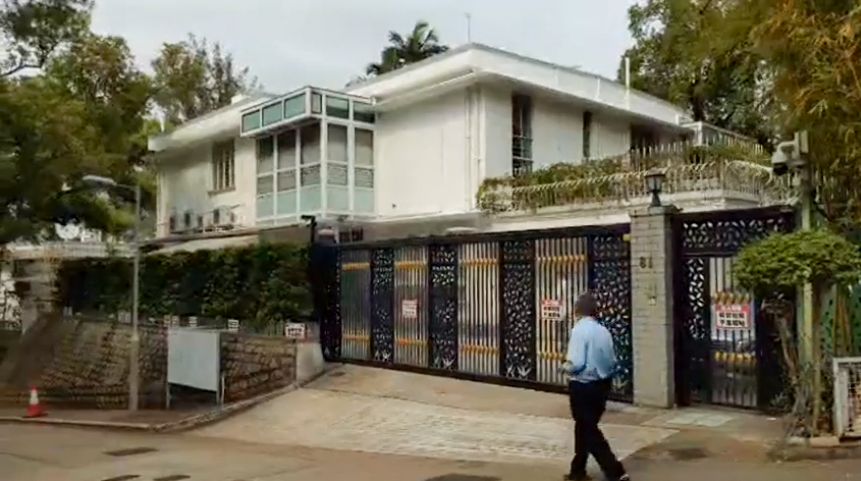
黎智英在何文田的大宅

黎智英（英語：Jimmy Lai Chee-ying；1947年12月8日—），綽號「肥佬黎」，香港企業家及社會運動人士，佐丹奴、壹傳媒、蘋果日報創辦人。如今正被指控「串謀勾結外國勢力」等《國安法》控罪。
2020年12月，無國界記者授予黎智英年度新聞自由獎，「以此向在北京壓力下日益新聞自由空間日益收窄的香港獨立媒體表達支持」。而中共中央机关报《人民日报》則稱之為“禍港四人幫”之首。2020年8月10日，香港警方以「勾結外國或者境外勢力危害國家安全罪」等罪名再度拘捕黎智英，12日凌晨保釋，12月3日因被指控欺诈並被拒绝保释，法院下令将其监禁至2021年4月，為首度被收押。此举引发民主派人士和歐美國家批评。而黎智英本人则视入獄一事為“人生巔峰”的印記。
2021年6月，美國共產主義受害者紀念基金會把年度最高榮譽「杜魯門—列根自由獎」頒授給黎智英，以表揚他畢生追求的自由和民主。聲明稱，黎和很多港人在2019年反對修訂逃犯條例運動中的英勇表現，反映人類對自由的渴求永不消亡。同月，保護記者委員會向黎智英頒發2021年度「伊菲爾新聞自由獎」。美國國家憲法中心授予黎智英第33屆「自由勛章獎」，以表彰其在行使言論自由、和平抗爭等基本權利方面的勇氣和付出，為首位獲得此獎項的華裔。
2023年12月18日，黎智英国安法案件开庭審理。

## 生平

### 早年
黎智英生於中國廣州市，祖籍廣東省顺德县，為側房所生。7歲時，兩個姐姐和哥哥在讀高中和大學時都被調派到不同的地方，很少回家，而母親被關起來勞動改造，大人四散。家裡只剩下他、孿生的妹妹和輕微智障的姐姐。他們三個小孩子除了鄰居偶爾照顧，幾乎自生自滅。開始時，他們依靠變賣家裡的爛銅爛鐵來換取一些生活費，掙不到錢時只好捱餓。後來，一個賣黑市的大嬸到他通靈道的家中找他去火車站幫旅客搬行李掙小費，而他也試過賣其他東西。之後，他媽媽勞改放了出來，他仍在做，因為家裡需要他掙錢。
這段日子，根據其自传《我是黎智英》：「解放後，父親叛逃香港，家財散盡，母親也遭批鬥送去劳改，8、9歲就要賺錢養活自己和姐妹。曾經替一名香港旅客搬運行李，但是他沒有賞錢，只給一塊由香港帶來的巧克力，由於從未見、食過，放入口後，覺得是天下間最美味的巧克力。我心想，這是香港人，巧克力必來自香港，香港必是人間天堂，所以我也應該去香港了！」
1960年，隻身攜帶1元港幣從中國大陸經澳門偷渡到香港當黑工，隔天即開始在深水埗福榮街手套廠當雜工，月薪60港元，一半寄回廣州老家。隨後，他在紅磡一家做假髮的工廠當小職員，主要負責對外物料交收和車間生產收發的工作。後來，受人啟發努力讀書，曾經當過銷售經理；但因公司對其記過處分一次，下定決心自己創業。

### 創辦壹傳媒
1990年，決定將持有的佐丹奴股權出售，在香港創辦壹傳媒集團，創辦《壹週刊》。
1995年，創辦《蘋果日報》，日發行量曾超過70萬份，當時其財富已逾5億美元。
1999年6月，創辦綫上零售「蘋果速銷」（adMart），被投訴售賣過期水貨，最後因虧損10億港幣而結業（新臺幣40億元）。
2001年，將其傳媒事業擴展至臺灣媒體市場，創辦台灣《壹週刊》。
2003年5月，創辦臺灣《蘋果日報》，並將香港的八卦風與狗仔隊文化帶入臺灣。
2008年10月，辭壹傳媒集團行政總裁職務，留任董事會主席。
2009年起，在台灣籌辦壹電視，經多次申請執照，於2010年12月28日正式開播。
2013年3月，在台灣壹傳媒賣盤案衍生反媒體壟斷運動後，表示不會再出售臺灣《蘋果日報》與臺灣《壹週刊》等平面媒體。
2014年5月1日起再兼任香港《蘋果日報》社長。12月11日，因參與雨傘革命、佔領中環運動遭警方逮捕，自行辭去香港《蘋果日報》社長一職；同年12月14日，宣布辭去壹傳媒集團董事會主席及執行董事職務。
2015年4月，入选《时代周刊》年度“百位最具影响力人物”。
2020年12月29日，黎智英辭任壹傳媒董事會主席兼公司執行董事，董事會主席职务由非執行董事葉一堅继任。

## 社會事件

### 捐款予民主派

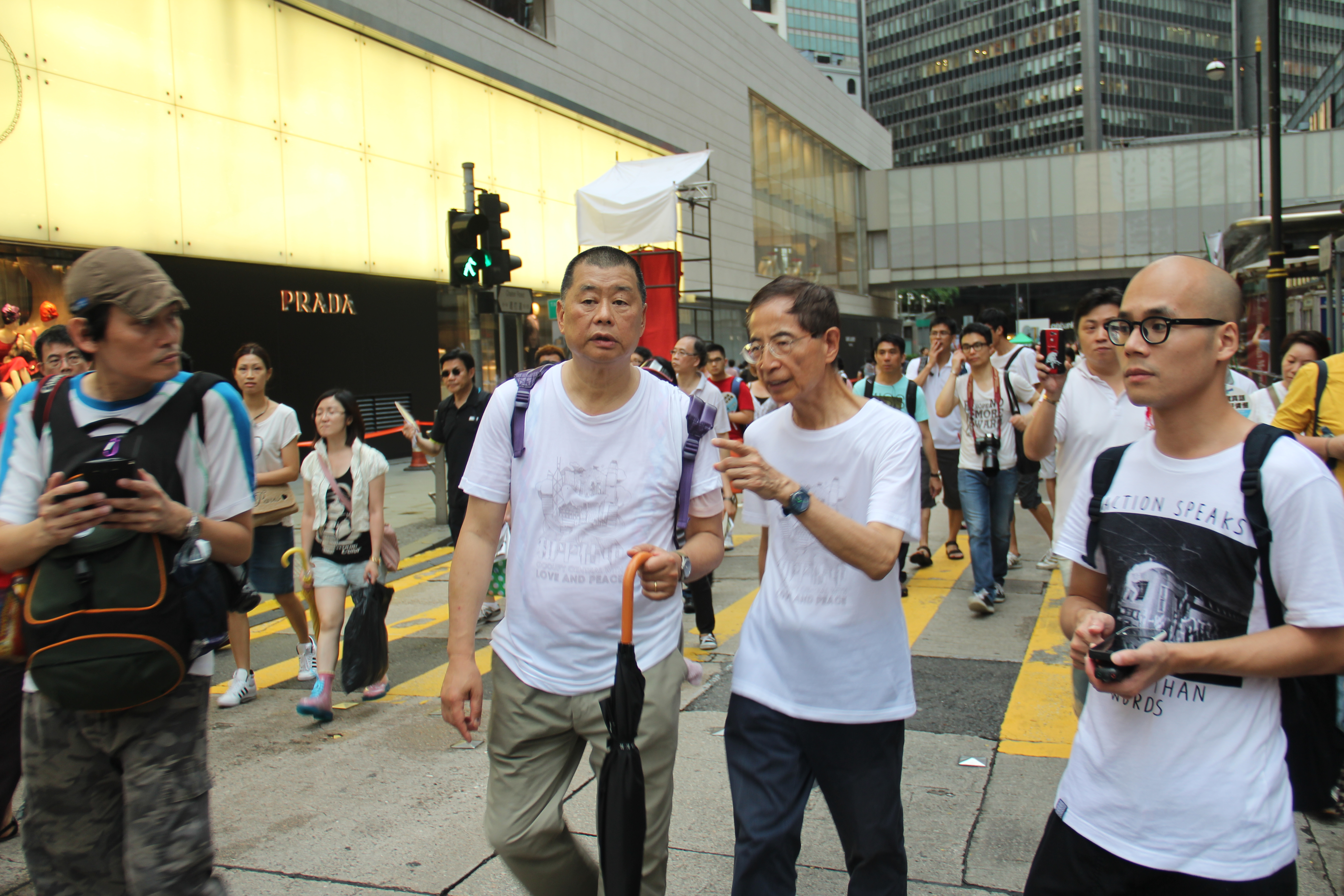
黎智英與李柱銘參加2013年七一大遊行

2009年，黎智英的捐款佔民主黨非會員捐款的99%，佔公民黨的68.2%。於2010年2月「五區公投」事件期間，黎智英分別給予公民黨和社民連各100萬港元。民主黨及公民黨均表示因爲隱私所以不會披露捐款人的身分，又稱不接受有條件的捐款，所以沒有被操控的問題，而陳日君則承認獲捐2,000萬元，以推行教會工作，與政治無關；黎從未過問捐款去向，雙方亦無討論。
2011年10月，據多份報章報道，黎智英捐款給香港泛民主派及宗教界人士的紀錄外洩，引起社會廣泛議論。文件顯示他從2006年至2010年，分別捐款給民主黨及公民黨各1,000餘萬，及將2,000萬元捐給天主教香港教區榮休主教陳日君。
2012年9月1日，臨近2012年香港立法會選舉，黎智英在香港《蘋果日報》發表文章，公開支持民主黨，並稱激進民主派人民力量主要人物與中共勾結分化民主派，引起争議。流亡海外的香港評論員鍾祖康作出回應，指黎胡亂抬捧民主黨爲首的民主派，是迷於民主黨情誼和討厭黃毓民有關。選舉前夕，黎智英旗下的香港《蘋果日報》明顯支持民主黨，黎更於選舉前一連多天在數碼電台D100《風波裡的茶杯》節目，就聽眾對民主黨的批評多番維護。
2014年雨傘運動前夕，黎智英再被指捐款予泛民近千萬元單據、《蘋果日報》被抽廣告等資料，以及黎智英與臺灣「紅衫軍」總指揮施明德的對話文本及錄音，很多報章也引用這些懷疑是黑客入侵電腦取得的資料，以頭版或大篇幅報道。黎智英多年來捐款數千萬予泛民政黨及一些智庫人士，被指向多個泛民主派政黨人士給予政治捐款。他在《壹錘定音》節目中表示，捐款、有不少美國人朋友等很多資料也是事實，強調是本著自己能力去推動、去做社會有益的事，「我一直清清楚楚，一條心，一直支持泛民，話我亂港？不覺得，我有乜（什么）錯？希望更多商人幫泛民，咁（這樣）我會開心啲（點），泛民係好慘。」他重申，從未受過任何外國勢力幫助，指自己有好多外國朋友，部分以前做大官，這些官員離職後加入當地智庫做學者，「在職時冇搵佢哋（沒有找他們），搵佢哋做乜？」他強調捐款全部「一毫子都係自己賺」，這些錢非靠賭靠呃（騙）賺回來，亦非「老豆（爸）剩落」，側面顯示泛民主派政黨較缺乏資金及捐款支持，亦較少獲企業支持。

### 政治立場
黎智英說六四事件對他個人與事業影響深遠，沒有六四就沒有《壹週刊》和《蘋果日報》。1989年六四事件發生後，黎智英認識了香港民主黨元老李柱銘；90年代，黎智英稱因其於六四事件的致力參與，特別在一封公開信尖銳批評國務院總理李鵬之後，佐丹奴所有位於中國內地的業務遭北京政府封殺，黎智英被逼將手頭上所有股份全部低價售出，自此專注發展傳媒事業。黎智英與香港民主派關係密切，其下壹傳媒、《壹週刊》、《蘋果日報》經常批評中華人民共和國政府、香港特區政府和建制派社團，與黎反共的立場相符合。
2007年，香港電台電視節目《傳媒春秋》訪問黎智英關於辦報、民主的看法，節目中黎聲言其身家豐厚幾乎再無所求，唯一希望是不做契弟（奴才），他又謂：「如果爲生意才支持民主，這便是一場交易，這場交易早已賣出了。」
黎智英2024年11月25日承認《蘋果日報》英文版集中報導批判香港特區政府和內地中央政府的負面新聞。法官李運騰提出，黎智英的意思是不會報導中國的正面新聞，符合他及《蘋果日報》的價值觀，並確認《蘋果日報》政治立場屬「黃」。

### 政治言論
1989年7月，八九民運時，黎智英旗下的佐丹奴印製了大量民運T恤，印上各式標語，如「您好！請您下來！」、「下來！我們憤怒了！」給香港人穿上上街遊行，他亦從此開始涉足政治。
1994年7月，黎智英就「六四事件」於旗下《壹週刊》刊登了一封題爲《給王八蛋李鵬的公開信》的文章，該公開信批評被認為是「六四事件」主要決策者之一、時任中華人民共和國國務院總理的李鵬，文章一開頭便指「李鵬，你是國恥。不，你是超級國恥」，又詛咒李死於非命，總計共罵了李鵬28次「王八蛋」。
此事後，中共政府隨即逐步封殺中國大陸的佐丹奴，迫使黎智英退出自己創立的佐丹奴時裝王國，亦不能再進入中國內地，他用英國公民護照申請往中國大陆的簽證也遭拒絕。
2001年，黎智英開始進軍臺灣媒體市場，並將香港具爭議的傳媒文化帶入臺灣。臺灣電視節目《全民最大黨》特設「芒果亂報」環節模仿他，由邰智源飾演「黎智瑛」（故意錯字），在該節目中誇張黎智英在製作新聞的表現，對其作出諷刺。黎智英對此並無避忌，亦在自己的報章雜誌提及「芒果亂報」環節，還讓邰智源飾演自己拍攝臺灣《蘋果日報》廣告。
2007年6月30日，黎智英與民主黨以香港回歸十周年名義，在灣仔會議展覽中心舉行研討會，有200多名市民及多名民主黨的核心成員出席，包括李柱銘、楊森等。
2010年10月13日，黎智英在香港《蘋果日報》發表對中华人民共和国民主运动人士劉曉波獲得諾貝爾和平獎的評論文章，據報導，劉曉波的妻子劉霞看到這篇文章後，輾轉透過朋友邀請黎智英出席頒獎典禮。
2020年7月，《港區國安法》通過後黎智英接受專訪，他批評中共在習近平領導下對香港的打壓不斷增加，他聲言：「中國如今變得有錢，習近平已不介意外人如何看待，就算用強力打壓，亦在所不辭。」黎智英又形容中共中央總書記習近平是「毛澤東的化身」及「人類有史以來最極端的獨裁者」。

### 中國大陸出版自傳被禁
2011年5月，黎智英的自傳《我是黎智英》刪減版由廣東珠海出版社（珠海特區報社集團下屬單位）出版，內容主要是講述黎的創業經過和心得。但其後出版社被新聞出版總署以違規為由查處書籍，並吊銷出版社牌照，20多人被安排其他部門或面臨失業，澳洲日報的報導中援引消息人士稱出版社社長、副社長、總編輯等高層幾乎皆被撤職。
對於此事，中國新聞出版總署給出的理由是，2010年2月至2011年2月，珠海出版社在出版包括13種教輔圖書在內的22種圖書過程中，向合作方或作者收取數額不等的管理費，未履行編輯、校對、印刷、發行環節的職責，管理失控，構成買賣書號行為。其中9種教輔圖書使用同一個書號出版多卷本叢書，每分卷單獨定價，構成一號多用行為。違反《出版管理條例》、《圖書出版管理規定》等有關法規，故對該社作出吊銷《圖書出版經營許可證》的行政處罰。
然而，蘋果日報發文稱出版社一名前高層向香港《蘋果日報》表示，之所以選擇出版這本書是符合大陸的讀者需求。而出版《我是黎智英》時已對原書中涉及“敏感”的內容刪去，只講述他的身世及投身製衣廠、打響佐丹奴品牌的過程。雖然書面提到黎智英創辦的《壹周刊》和《蘋果日報》，但僅僅是廣告詞，書中沒有涉及這些媒體的立場及內容，同時按照大陸的出版規定，選題並報廣東省新聞出版局審查通過，具體編輯發行則由北京民營磨鐵圖書公司負責，出版過程完全合法，被禁事件是因為香港某左派報刊向中國廣東省新聞出版局及國家新聞出版總署頻頻投訴所致。

### 對美關係疑雲
香港中聯辦的左派報紙《文匯報》於2011年聲言根據維基解密，黎智英與美國駐港總領事館關係密切，配合後者旨意干預香港政治，控制泛民人事和行動。此報導被多維新聞、路透社等數間媒體轉載。軟件Foxy中，可搜索到疑似黎智英的電郵內容及捐款等數位文件檔案，而谷歌等搜索引擎上並無相關結果。有關文件透露黎智英在5年間向泛民政黨，捐款超過5,000萬元。當時《蘋果日報》的資訊科技總監相信有人偷取公司伺服器的資料，再將檔案名稱改成英文名「LAICHEEYING」經Foxy發放。黎智英回應指是個人的捐獻，並無所謂的外國勢力。
而2014年6月19日出版的《東周刊》則披露五月底黎智英在香港與美國前副防長、被大陸認為是對共鷹派人士的保罗·沃尔福威茨密晤。黎智英在《壹錘定音》節目上辯稱自己與沃尔福威茨是相識多年「好友」，當日只是趁其前往印尼前抽空「敘舊」。
除此以外，香港親建制派媒體《東方日報》在報導中稱黎智英私人助理马克·西蒙擁有「多重身份」，為美国共和党香港支部主席、前美国中央情报局雇员，曾任职於美国海军情报局，又指黎智英的17家公司中5家与西蒙有关系，而其被捕后冻结的5000万港元中，一部分属于西蒙。

### 被指協助策劃佔領中環
據台灣《中國時報》和《自由時報》網站報導，臺灣前倒扁運動發言人范可欽稱，指壹傳媒集團主席黎智英暗中策劃佔領中環已久，黎智英曾找他和前倒扁紅衫軍總指揮施明德秘密開會，討教如何執行佔中，黎智英當時曾要求與會人士交出手機，避免會議內容遭竊聽，詎料黎智英在飯廳安裝錄音設備，把當時討論內容全部錄下，而且音質非常清楚，他斥黎智英「狗改不了吃屎，果然是狗仔。」

2014年10月7日，根據一批由鳳凰傳媒聲稱為獨家披露之機密資料（其後有媒體公開了錄音內容——聲稱是一份施明德和黎智英的錄音資料）指出，佔領中環運動幕後金主及操盤人疑似黎智英，鳳凰資訊認為黎智英除了向佔領者源源不絕物資供應和直接資助佔中及在旗下媒體免費大賣廣告外，也為了佔中運動在壹傳媒以外的媒體登廣告代為支付廣告費，支持了雨傘革命佔領區的經濟活動。2014年7月施明德接受中央社訪問時表示，他和黎智英是老朋友，常常見面討論。大約是2013年或2014年初，他曾和黎智英談到民運領導組織等事。

### 否認支持港獨,台獨
2014年7月24日，中國官媒《人民日报》海外版刊登題為《黎智英要讓香港政改吞下「毒蘋果」》的評論文章，質疑黎智英以4000至5000萬的巨額捐款資助「反對派」策動佔領中環，並讓他和一些泛民主派政黨及政客再次陷入「黑金政治」醜聞，並批評他的盤算是希望藉此完全操控泛民，進而影響香港政治；此外，文章亦批評他向台獨勢力「取經」，引入「外援」支援港獨，是為滿足其一己私慾，「禍港亂港」。黎智英則稱從未支持台獨以及港獨，並稱他曾禁止旗下刊物刊登港獨的言論，稱港獨這一概念實為打擊民主運動的陰謀。但黎智英承認曾捐款給美國的智庫以及英國人權組織「香港監察」，又透過「香港監察」負責人聯絡末代港督彭定康。他亦承認將前美國陸軍副參謀長基恩及副部長保罗·沃尔福威茨介紹給蔡英文。

### 希望特朗普制裁中國政府
2020年5月，黎智英和陳梓華討論即將公布的《國安法》時發訊息表示，「More draconian sanctions are coming from Trump hopefully this weekend」(希望在本周末，特朗普會有更嚴厲制裁)。黎表示，制裁對象指的是中國政府。

### 被質疑涉投資緬甸
建制派報章指根據壹傳媒「股民」披露的文件顯示，黎智英先後兩次到訪緬甸，并且先後會見該國的交通部部長、工業部長、國家規劃及經濟部長、商業部長、水資源及改善河道系統董事會理事長、中央銀行行長及文化部部長等政府高官。

### 辱罵《東方日報》記者
根據《東方日報》報道，2017年6月4日傍晚，黎智英出席維園六四燭光晚會後，指罵一名《東方日報》記者，並以「×你老母×」、「我實會搵人搞×你」、「我影×咗你嘅相」等出言恐嚇。2017年6月5日，該名記者報案後，警方將案件暫列作刑事恐嚇。
2018年8月16日，香港警方錄取黎智英的口供，黎智英否認恐嚇記者，警方繼續調查。9月8日，《東方日報》發表質疑黎智英受到司法保護的報導。
2020年2月28日早上約7時，黎智英因涉嫌于2017年6月4日恐吓《東方日報》记者以及2019年参与反送中集会被警方逮捕，並被帶往九龍城警署調查，不久獲得保釋。同日《東方日報》發表文章，表示《東方日報》和受害記者自2018年2月起，不斷去信律政司查詢檢控進度（至少去信15次），但是律政司對東方和受害記者的提問無動於衷，且律政司的回覆內容始終是「虛話連篇」。文章又批評律政司「大事做唔到，小事做唔好」，使得黎智英侮辱恐嚇記者案件要橫跨兩任律政司長才被檢控。案件在同年8月開審。9月3日，裁判官鍾明新於西九龍裁判法院裁定罪名不成立。黃裁判官認為「事主X」（《東方日報》记者）不誠實亦不可靠，作供期間迴避及自我保護，尤其在盤問下更見明顯，對於簡單直接的問題亦多次迴避。

### 與美國高官會面

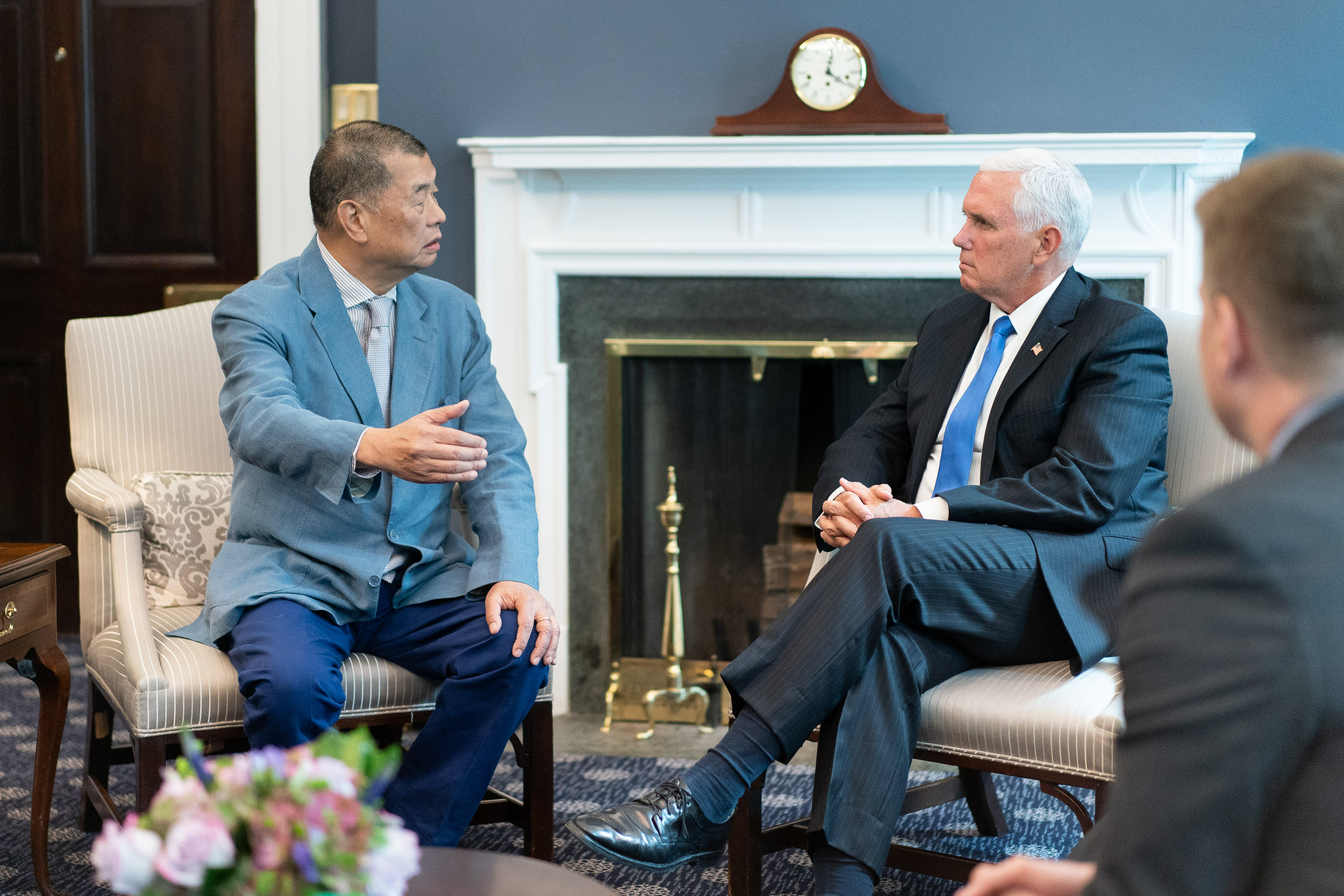
2019年7月8日，黎智英在白宫與美國副總統迈克·彭斯會面

2019年7月，美國副總統彭斯及美國國務卿蓬佩奧與黎智英會面，期間討論了香港情況，包括香港修訂逃犯條例的發展及香港的獨立关税区地位。他说，我們正在同美国一道与中國进行一场价值观的战争，是在敵營为美國而战（We in Hong Kong are fighting for the shared values of the US against China. We are fighting their war in the enemy camp）。此举引发北京的强烈不满，指责其“祸港殃民” 。黎智英对此回应说，受到中国的指责是一种荣幸。

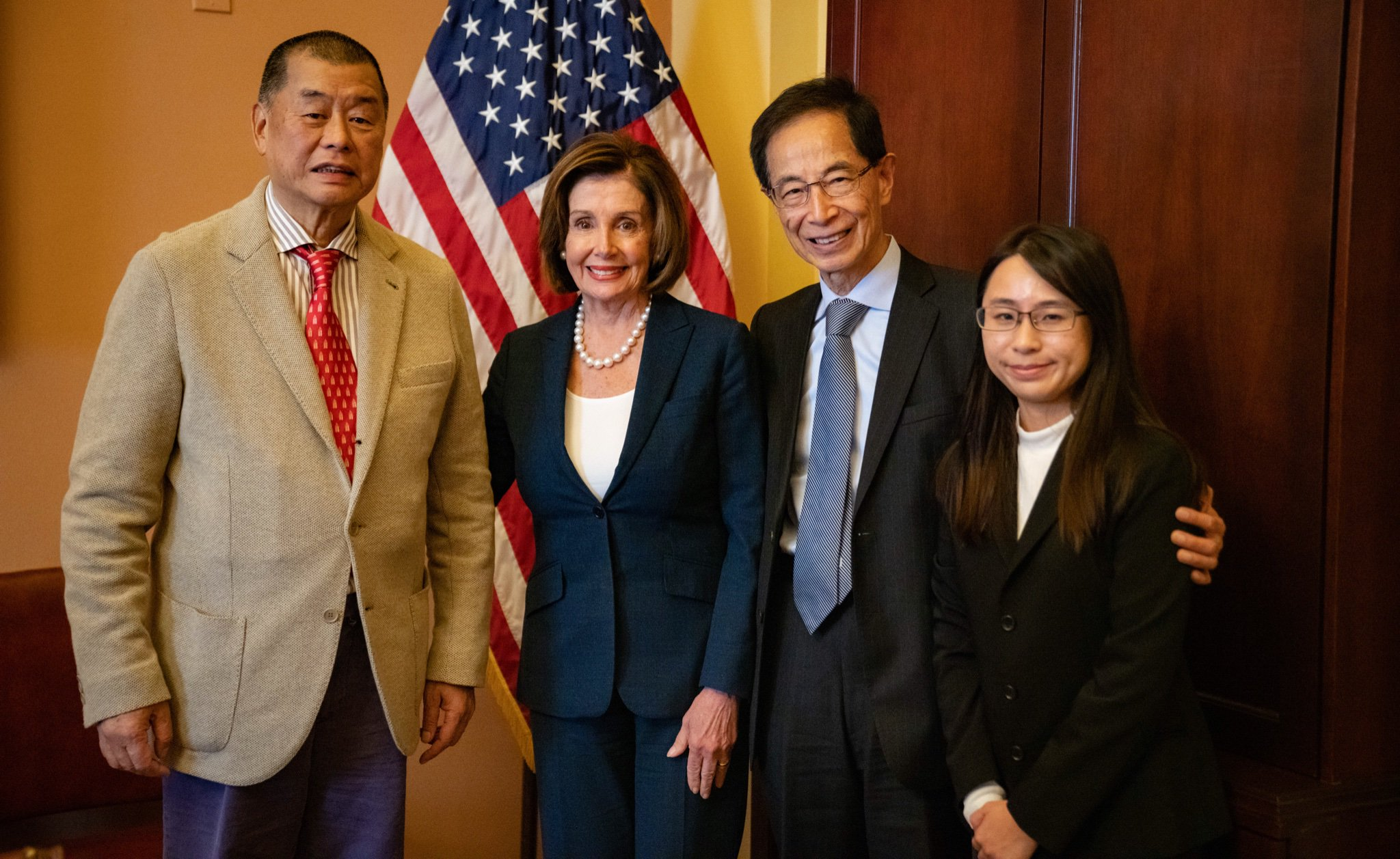
黎智英與美國眾議院議長佩洛西 2019年10月

2019年10月，黎智英與美國眾議院議長佩洛西（Nancy Pelosi）和四名參議員會面討論了香港情況。
黎智英2024年11月27日承認2019年曾向時任美國國務卿蓬佩奧表示，美國可以制裁打壓香港示威者的中港領袖。

## 刑事案件

### 非法集結案

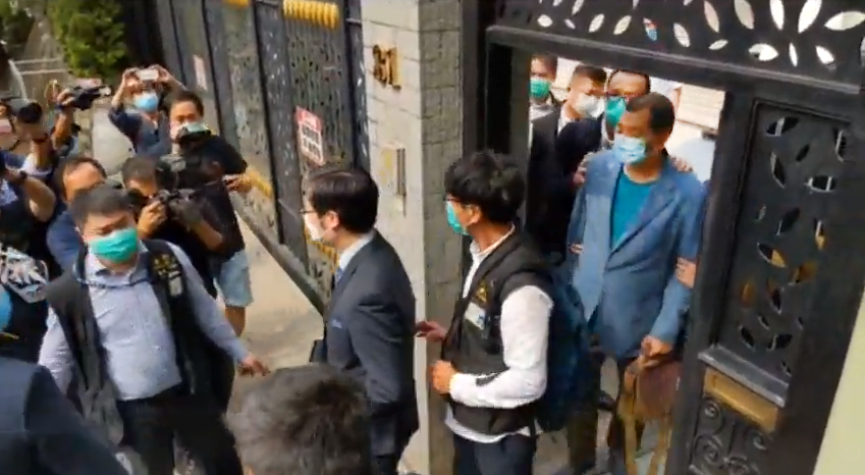
2020年4月18日，警方到何文田黎智英大宅上門拘捕

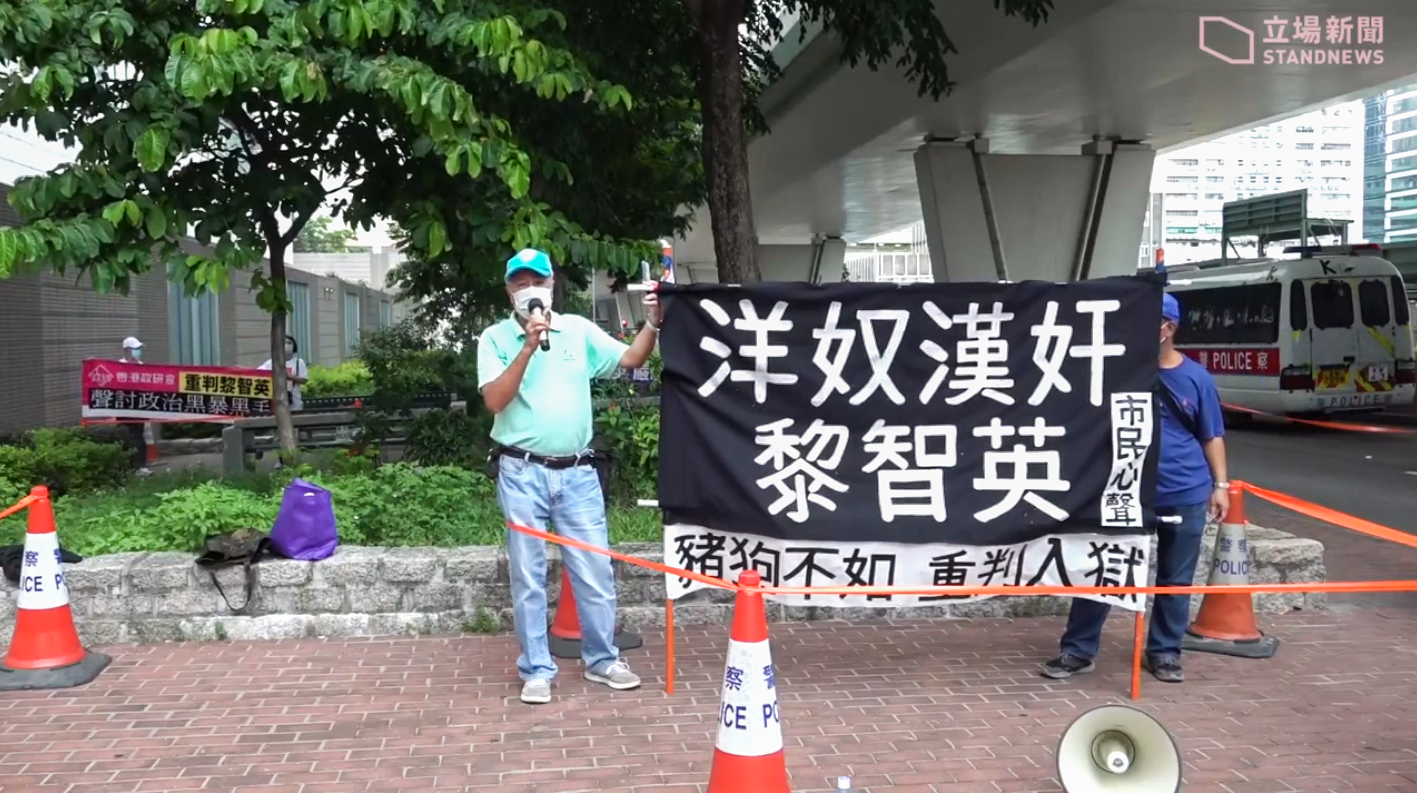
法院外示威 2020年9月

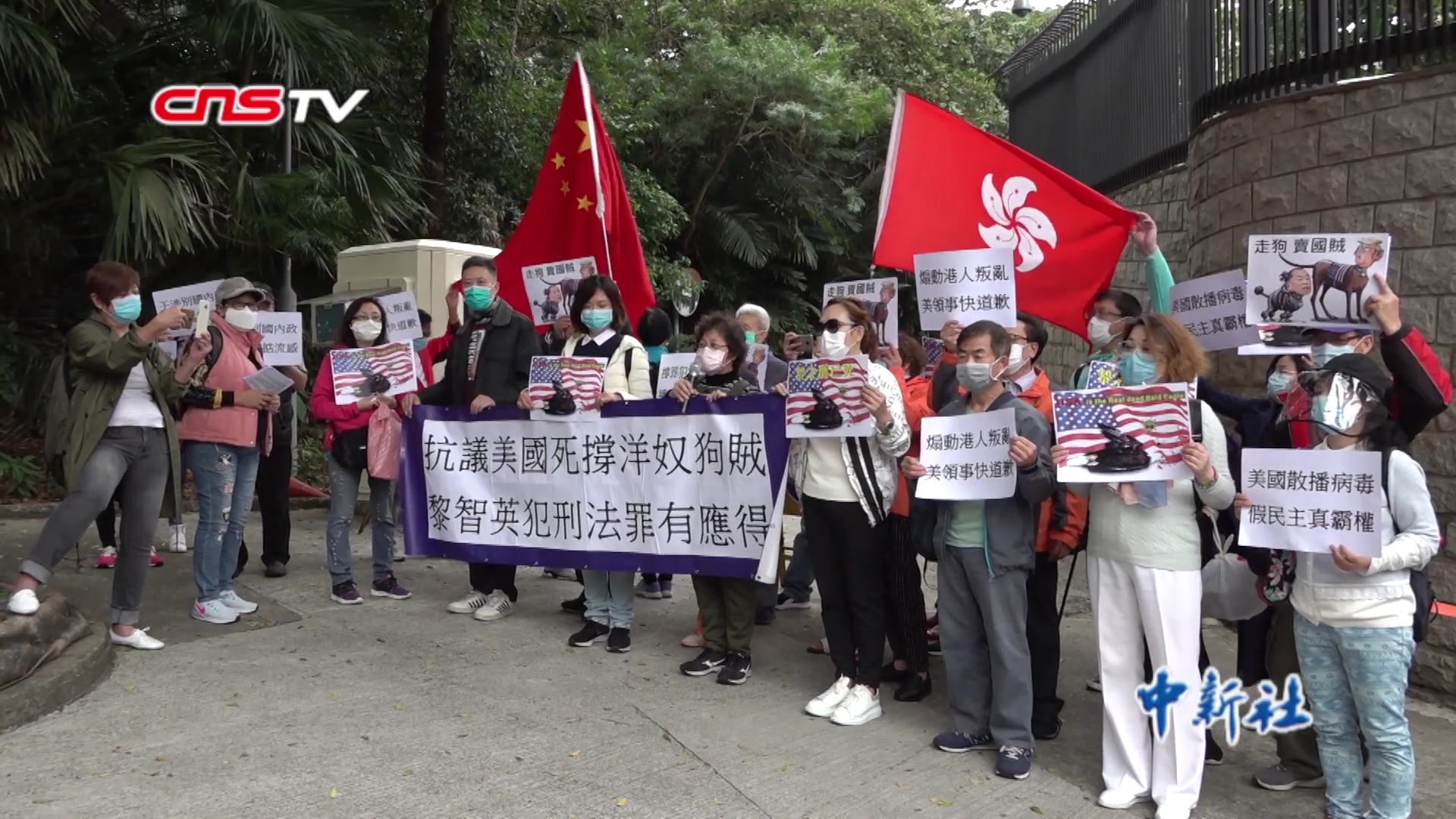
2020年3月2日，有市民游行抗议美国政客声援黎智英

2020年4月18日10时左右，警方准备以非法集結罪名拘捕黎智英，但当时黎智英不在家。下午黎智英返回家中，警察随后到场，于下午3时左右将黎智英从家中带走。

### 就香港國安法事件的發言
就2020年中華人民共和國全國人民代表大會制定香港國安法一事，黎智英表示：「我以身為中國人而感到自豪！我愛我的祖國！不幸的是，我的祖國被中共這個邪惡政權統治」。他高調讚揚特朗普是「有信用」的人，「非常希望」特朗普能在今個周末實施制裁，認為：「外界的支持也就是國際間的影響，絕對是我們唯一的救贖，我認為如果美國能給予我們強力的援助，其他國家也將會跟進，美國必須起帶頭作用。」
2020年5月，中共中央机关报《人民日报》稱之為“禍港四人幫”之首。2020年8月10日，香港警方以「勾結外國或者境外勢力危害國家安全罪」等罪名再度拘捕黎智英，12日凌晨保釋。

### 涉違香港國安法被捕
2020年6月，《港區國安法》推行在即，整個香港社會輿論對此沸沸扬扬，不論民主派或建制派均認為黎智英是很大機會被以《港區國安法》拘捕的高危人物。黎智英在6月16日接受法新社以及6月29日接受德國之聲的訪問中表示，他已經準備了為香港坐牢並且不會後悔，而他不會離開香港並會戰鬥到最後一天。
2020年8月10日，香港警務處國家安全處以涉勾結外國勢力，違反《港區國安法》为由拘捕壹傳媒黎智英等7人。
黎智英被捕罪名為涉嫌違反《國安法》第29條中，勾結外國或者境外勢力危害國家安全罪，另涉及串謀欺詐及煽動罪。而蘋果日報大樓亦遭警搜查。黎智英的兩名兒子黎見恩及黎耀恩，兩人涉及勾結外國或境外勢力危害國家安全罪也被捕。此外，多名壹傳媒高層亦被捕，包括行政總裁張劍虹、營運總裁兼財務總裁周達權；而身處海外的黎智英左右手Mark Simon則被警方通緝。Mark Simon在社交網站貼文，公告黎智英涉嫌勾結外國勢力被捕的消息。8月12日凌晨，黎智英以30万元港币保释金及20万元港币人事担保及冻结5,000万元港币获准保释离开旺角警署，并没收其旅游证件。
警方國安處拘按法庭手令檢取大批資料。黎智英3天後入稟要求歸還「新聞材料」，法庭其後下令暫時封存資料。警方2022年7月8日，據《國安法實施細則》申獲新搜查令，容許搜查從黎手機取得、約 8,000多項「新聞材料」。黎智英提出司法覆核敗訴後，上訴至上訴庭同遭駁回。黎智英不服決定，向上訴庭申請上訴至終院的證明書。首席法官潘兆初、上訴庭副庭長關淑馨及朱芬齡在2023年6月19日頒下判詞，指黎一方提出的法律觀點，在過往申請從未提及，加上警方已檢閱相關資料，議題淪為學術討論，拒絕批出上訴證明書，並下令黎須付訟費。

### 再次被捕首度被收押 其後加控「勾結外國勢力」等罪名

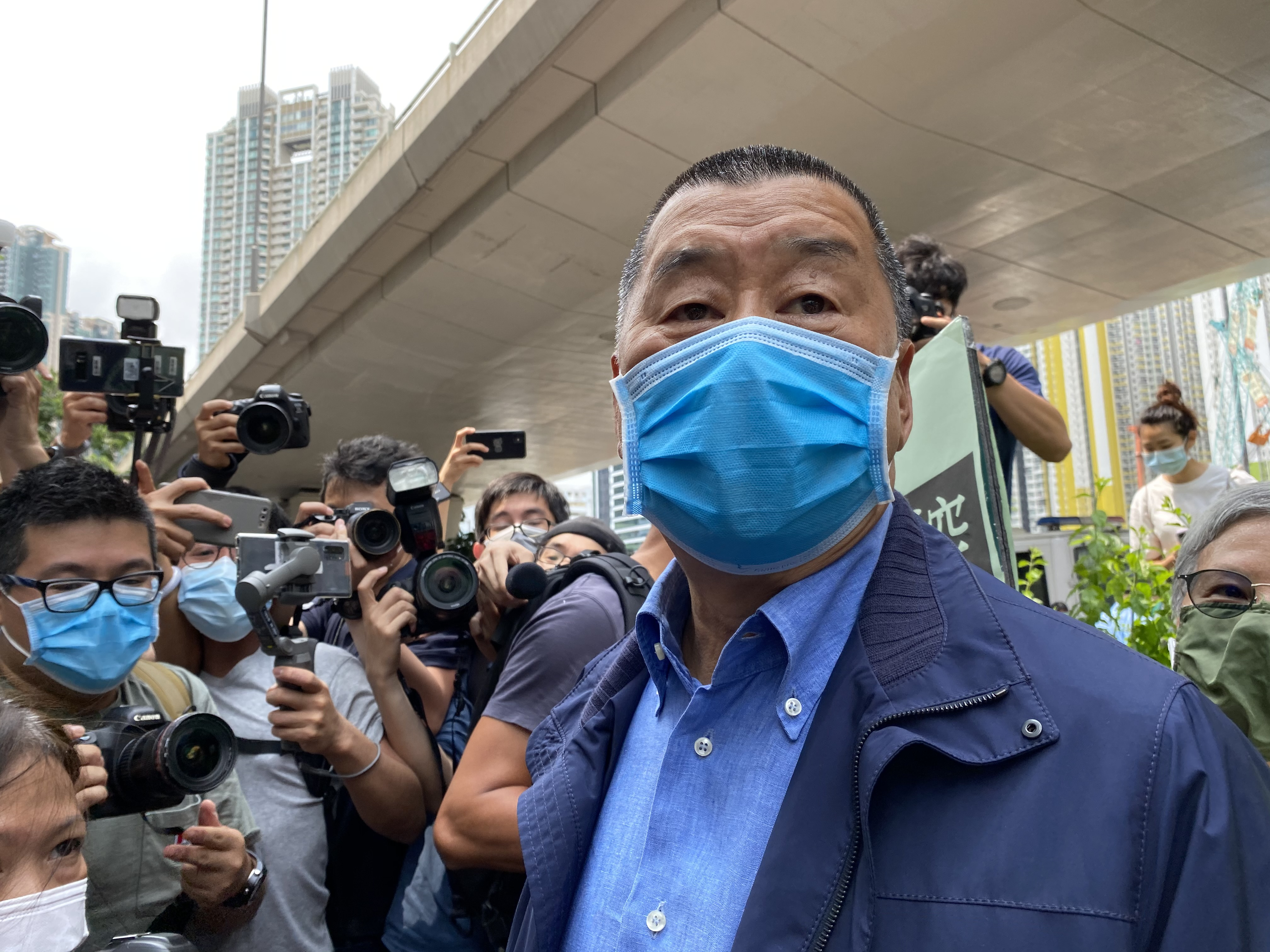
73歲壹傳媒創辦人黎智英12月3日因欺詐案提堂，被港區國安法指定法官蘇惠德拒絕保釋申請， 需要在荔枝角收押所還柙接近5個月，至明年4月16日再提訊。這次是黎智英首次被還柙，引起各界高度關注。

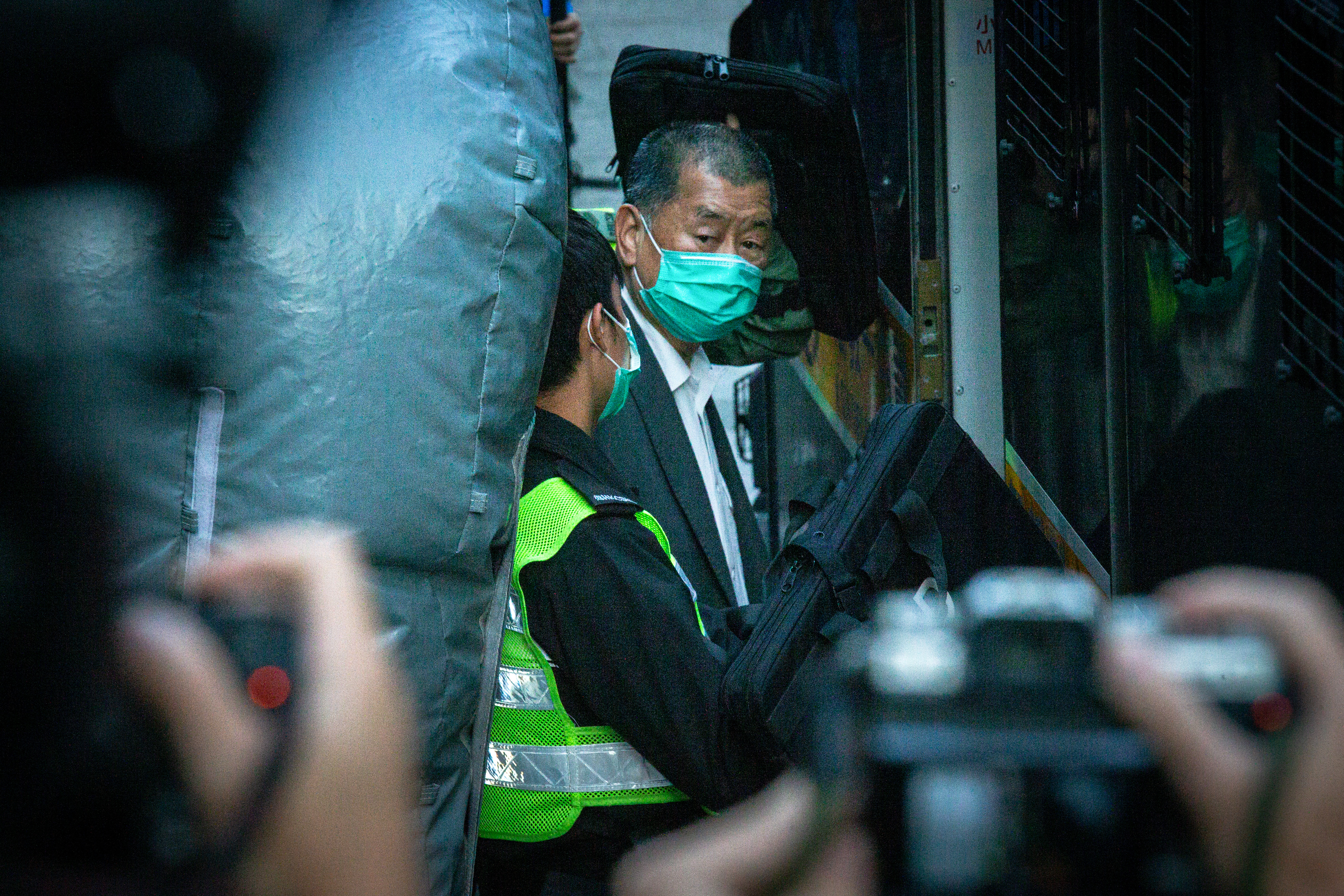
2021年2月1日，終審法院聽完雙方陳詞，押後裁決，黎智英繼續還柙

2020年12月3日，黎智英因被指控欺诈再次被捕，並被拒绝保释。法院下令将其监禁至2021年4月。到12月11日，被警方加控一項「勾結外國或者境外勢力危害國家安全」罪，成為首名被落案控告此罪名的人。公民黨主席、資深大律師梁家傑估計是警方認為他早前在Twitter與外國政客討論香港情況、或接受外國媒體訪問期間提及呼籲外國支援香港等言論有關。案件12月12日於西九龍裁判法院提堂。香港理工大学应用社会科学系前助理教授、香港民意研究所副行政总裁钟剑华接受美国之音访问表示，黎智英所涉及詐騙案，罪行不嚴重，懷疑警方選擇性執法，及進行政治迫害。
2020年12月23日，國安法指定法官之一李運騰聽過陳詞後，在下午批准黎以現金港幣1,000萬元保釋外出。不過控方同時表明在法官批准保釋後，將會向終審法院上訴。而根據保釋條件，法官要求他要作港幣30萬元人事擔保、不直接或間接作出任何可能被視為「請求外國或者境外機構，組織，人員實施對香港特別行政區或者中華人民共和國進行制裁，封鎖或者採取其他敵對行動」的行為、不得與任何外國官員接觸、不得接受電視、電台或網上訪問、不得在紙本或網上發表任何文章、承諾不以任何形式使用任何社交媒體發佈信息，不得離港和交出所有旅遊證件。而黎除非到警署報到或上庭應訊，全日24小時不得離開其住所。中国和香港的建制媒体以及个人对黎智英获准保释极为不满，人民日報認為，驻港国安公署可以介入此案件。
2020年12月31日，终审法院早上听取黎智英的代表律师和香港政府律政司代表的陈词后认为，高等法院在处理相关保释申请时對《國安法》應用有誤，於下午撤銷先前允許黎智英保釋的決定，並對黎智英發佈臨時扣押命令，將其暫時還押。終審法院將在2021年2月1日開始正式審訊律政司的上訴。2月9日，终审法院宣判，5名法官一致裁定律政司上訴得直，撤銷黎智英保釋決定。終院認為，高院批准黎智英的保釋時，錯誤引用了首名涉違反《港區國安法》的被告唐英傑一案中的法律原則，而該案同時亦錯誤詮釋涉及保釋的第42（2）條文，誤解新門檻要求的性質和效力。
2021年2月16日，西九龍法院開審「煞停警黑亂港 落實五大訴求」集會未經批准集結案，黎智英为被告之一，但否認控罪。由於辯方臨時表示要呈交專家報告，法庭將案押後至17日繼續。同日，警方於赤柱監獄再次拘捕黎智英，理由是其涉嫌協助李宇軒潛逃台灣。
2021年2月18日，黎智英就欺詐罪與《港版國安法》控罪，向高等法院申請保釋。其大律師在庭上決定，撤回關於欺詐案的申請，只集中處理《港版國安法》控罪的保釋要求。當法官宣布拒絕保釋申請後，一直坐在律師席的黎智英女兒失聲痛哭，並待散庭後轉身走到犯人欄外，和黎隔着玻璃手按手講了幾句話，而黎的其他家人要上前到犯人欄，但被法庭職員阻止。
2021年12月28日，香港特區律政司對黎智英等七名《蘋果日報》報社高層加控一項「串謀發佈煽動刊物」罪，一旦定罪，七人將面臨最多兩年監禁和罰款5000港元。在當日，七人因「串謀勾結外國或境外勢力危害國家安全」案於西九龍裁判法院被再次提訊時，檢察官向裁判官提出新控罪，並獲得接納。
2023年，辯方申請永久終止聆訊，指委任「指定法官」過程不透明及缺乏保障，又指英國御用大狀 Tim Owen 遭政府「惡意」阻礙來港抗辯，形容「是逼害不是檢控」。《國安法》指定法官杜麗冰、李素蘭及李運騰於2023年5月29日在高院頒下判詞，一致駁回黎智英的申請。黎智英早前另申請司法覆核許可，指國安委越權倡拒批 Tim Owen 簽證。高院首席法官潘兆初駁回申請，指根據《國安法》條文，法院對國安委的工作沒有司法管轄權，其決定不受司法覆核，又指國安委的職責，屬法院職能範圍以外事宜。
2023年11月9日, 10位參與聯署的天主教樞機主教和總主教，分別來自美國、英國、澳洲、加拿大、愛爾蘭、立陶宛、印度和尼日利亞。 信中提到，身為天主教徒的壹傳媒集團創辦人黎智英，是為信仰而戰而陷獄，促請港府立即無條件釋放他，結束對他的迫害。 香港特別行政區政府表示堅決反對和強烈不滿，並敦促他們認清事實，立即停止干預香港特區內部事務和香港特區法院行使獨立審判權。
2023年12月18日，香港法院对黎智英进行庭审。12月22日，香港法院驳回辩方提出的法律争议及撤销指控的请求，裁定控方指控符合时限。
2024年7月25日，香港法院裁定，黎智英被控“串谋勾结外国势力”等三项国安罪名全部表面证据成立。
2025年3月，在西九龍裁判法院（暫代高等法院）展開審訊，商討結案陳詞的注意事項。案件於8月14日結案陳詞，預料需時8天。

### 因触犯香港国安法被冻结财产
2021年5月14日，香港保安局局长李家超首次引用香港国安法冻结资产的权力，冻结壹传媒创办人黎智英持有的公司股份，市值超过3亿元港币，以及冻结其拥有的其他三家公司在香港银行账户内的财产。

### 因參與未經批准集結而被判監
黎智英在2019至2020年參與多場示威，事後被控以多項控罪。
針對2019年8月18日發生的遊行，黎智英聯同其他被告於2021年4月1日被裁定罪名成立，其後判監12個月。其後黎智英連同其他6人提上訴，上訴庭最終於2023年8月14日裁定7人「組織未經批准集結」罪上訴得直，當中黎智英刑期扣減3個月，改為監禁9個月，而「明知而參與未經批准集結」罪的上訴則駁回。
針對2019年10月1日的遊行，黎智英於一個月後，即2021年5月，被判監14個月。兩宗案件的部份刑期同期執行，因此總刑期為監禁20個月。
針對2020年六四集會，黎智英於2021年12月第三度被裁定罪成，其後判監13個月。這宗案件的刑期與其餘二案全部同期執行，因此總刑期維持監禁20個月。2024年8月12日，香港终审法院驳回了黎智英的上诉请求。

### 聘外國律師代表獲准 港府以人大釋法干預
還押近兩年的《壹傳媒》創辦人黎智英，與《蘋果日報》3間相關公司，被控「串謀勾結外國勢力」等罪，案件排期2022年12月1日開審，預計審期30日。而辯方早前在案件審前覆核時透露，就審訊由 3 名「指定法官」審理及不設陪審團，擬申請「永久終止聆訊」，將於12月1日開審日會處理有關申請，及處理證據及法律爭議。另外，在案件開審前，律政司不服黎智英獲准聘用英國御用大狀Tim Owen而先後向高等法院上訴庭和終審法院進行上訴，最後被拒絕批出上訴許可，兼下令律政司支付全數訟費。而律政司直接向終審法院再申請上訴許可，在11月25日開庭審理。早前抵港的Tim Owen亦有到庭旁聽。律政司指海外大狀參與國安案，是與《國安法》原意相違。首席法官張舉能將案件押至11月28日頒下書面決定。
11月28日，香港終審法院宣佈駁回律政司的上訴許可，批准黎智英聘用Tim Owen。判决結果公佈後，全國人大常委譚耀宗表示聘用外國律師參與國安法案件審理明顯不合理，違背了全國人大常委會設立《港區國安法》的原因，會就此向人大申請釋法。在同日下午舉行的記者會上，香港行政長官李家超表示會就黎智英的案件提請全國人大釋法。
根據全國人大常委會於同年12月30日通過的《港區國安法》解釋，香港維護國家安全委員會（國安委）作出的決定不受司法覆核，並具有可執行的法律效力。特區內任何行政、立法、司法等機構、組織及個人均不得干涉國安委的工作，同時應尊重及執行國安委的決定。至於沒有本地全面執業資格的海外律師或大律師可否參與處理危害國家安全案件的問題，人大常委會表示有關問題屬《國家法》第47條規定的問題，應當取得行政長官發出的證明書。如香港法院沒有向行政長官提出並取得證明書，國安委應對此情況作出判斷及決定。
到2023年2月17日，黎智英入稟高等法院原訟庭，要求律政司宣布人大釋法不會影響各級法院早前批准Tim Owen來港抗辯的決定，並促請法庭就Tim Owen及海外律師代表抗辯一事，按《國安法》第47條，向行政長官取得證明書。及后在同年4月11日，黎智英再向高院提請司法覆核，指控國安委及入境處在人大釋法後拒絕向Tim Owen批出簽證的行為僭越《國安法》第14條所賦予的權力，要求法庭撤銷兩者的拒絕決定。經聆訊後，高等法院於同年5月19日對兩案頒下判詞，首席法官潘兆初一併駁回黎的司法覆核許可申請及傳票入稟案。

### 欺詐罪
壹傳媒創辦人黎智英與集團行政總監黃偉強，被指向科技園公司隱瞞違反將軍澳工業邨租契，被控兩項欺詐罪，兩人早前在區域法院被裁定罪成。到2022年12月10日判刑當日，法官陳廣池指黎智英欺詐行為長達21年多，指他與黃偉強濫用政府批出的低廉土地，屬於「自肥」或「自我方便」。他又指黎智英和壹傳媒在香港有一定的社會地位和有不少擁護者，指他「利用傳媒機構的保護傘下行事」，令科技園不敢突擊巡查，屬於加刑因素之一。法官亦認為黎智英傳媒大亨的地位，明顯使科技園更「投鼠忌器」、自我矮化。另外，法官指雖然本案不是重大的商業欺詐案，但認為智英屬於重要角色，又提及黎智英沒有求情下，代表他「沒有一絲一毫悔意」。最後黎智英判處監禁5年9個月，並要求他就賺取差價罰款200萬元及頒下 8 年「取消資格令」，禁止出任公司董事。而黃偉強監禁21個月。

## 遇襲事件

### 被罪犯威嚇
2008年8月，中國大陸一名五十歲男子黃南華私藏一把自製手槍與5發子彈，欲到港暗殺黎智英及香港民主黨創黨主席李柱銘，但途中遭香港警方截獲，连同在中國大陸被逮捕的涉案人數共10人。2009年7月3日，黃南華被香港高等法院判處16年有期徒刑。
而香港英文媒體《南華早報》則據深圳法院的文件披露，此案中意圖傷害黎智英等人的幕後主腦是一名現居臺灣的香港商人，因不滿黎智英、李柱銘等人反中共政府的言論，從而出資一百萬美元買兇，欲於七月一日香港七一遊行當天「教訓」他們。
至於黎智英本人，則於法庭上稱「如果有人要傷害他，很久以前就做了」，表示「不相信共產黨會傷害他」，亦「不相信壹傳媒的政治立場會觸怒他人令自己受到傷害」。
2013年6月18日，黎智英於何文田嘉道理道的大宅被兇徒飛車撞閘，並在門外擺放利刀和斧頭恐嚇，然後高速逃去。警方其後在葵涌發現疑涉案私家車被棄置，車尾有撞擊痕迹。九龍城警區重案組正調查兇徒動機。

### 金鐘街頭被潑污物
《鳳凰衛視》網站指，2014年11月12日策劃支持香港雨傘革命的壹傳媒集團主席黎智英下午在金鐘佔領區遭遇3名大漢大罵“賣國賊”，隨後又有人將手上3個裝滿懷疑含有屎尿及豬內臟等汁液的大袋扔向黎並拿出手機拍攝。黎智英被袋內污物擊中。雨傘革命展開以來引起社會廣泛爭議，黎智英除了經常在公開場合被大罵“漢奸”、“反中亂港”外，更有大批示威者到其位於何文田的寓所宣洩不滿。

### 被反對人士攻擊
2015年1月12日凌晨，兩名男子於將軍澳壹傳媒總部門外向內投擲燃燒彈，保安發現報警，事件無人受傷。同一時間，壹傳媒創辦人，蘋果日報前社長黎智英寓所外同樣被擲燃燒彈，過程被大宅外的閉路電視拍下。警方其後懷疑尖沙咀漆咸道南同日清晨發生的開槍案與燃燒彈案有關。
2019年7月14日，數十人在黎智英住宅附近的鐵絲網及電箱上張貼「民主是包容、民主不是縱容」，以及“漢姦黎、賣國賊、仆街、冚家剷”等標語。隨後黎智英加強住宅安保，多名保安員駐守門外。其後，部分中國媒體將黎智英與律師李柱銘、前政務司長陳方安生、前立法會議員何俊仁稱為“禍港四人幫”，亦被一些中國媒體批評其為“美國走狗”和“禍港亂港總策劃”。9月5日約凌晨1時20分，其寓所再次遭人扔汽油彈縱火。

## 其它

### 軼事
根據香港時事評論員蕭若元憶述，黎智英有自己的一套管理哲學，蕭做生意亦受他啟發。少時黎智英受外婆影響，外婆不時給黎智英說故事，不停跟他說賣咸水花生都要做老闆，因此黎智英一直都不喜歡寄人籬下，幫別人打工。黎智英自己則說，他非做廟祝（公）之材。意即是他不喜歡像廟祝（公）一樣替善信於廟裏向菩薩祈福，要做的話，也要自己當菩薩。
2019年8月11日，據香港《大公報》以及新加坡《聯合早報》援引微信公眾號“烈山陆姓”報導，原籍廣東順德的黎智英以“霍（禍）乱中国香港”為由被順德黎氏剔出族譜，並被斥為「逆子」。

### 家庭
黎智英的第二任妻子李韻琴（Teresa）原是《南華早報》記者，當時採訪過黎智英。後來李韻琴遠赴法國讀書；黎智英爲了追求她，跟著旅居法國，每天接送她上下課，一度被飯店的司機誤會是黑道大哥，3個月後終於獲得芳心。2003年11月起，黎智英在香港《壹週刊》專欄撰寫創業故事，並結集成書。黎智英和李韻琴都是天主教徒，黎智英經李柱銘推薦由陳日君樞機施洗。兩人婚後育有三個小孩。此外，黎智英次子黎耀恩在2011年5月2日和有線新聞主播曾美華結婚。黎智英退休，被競爭對手诬称其疑患認知障礙症。

### 國籍
黎智英出生时为中華民國國民，1960年以中華人民共和國公民身份移居香港。有媒体称，他在香港回歸前的1996年取得英国护照。香港回歸后，黎智英保有香港永久性居民身份，同时取得中華民國居留證，並已申請中華民國護照。2020年，黎智英被香港警方拘捕，其后案件进入司法程序。英國政府依据黎智英英國公民身份，提供領事協助，要求与他见面。香港政府及中华人民共和国政府主張黎智英为中国公民（中华人民共和国公民）。香港政府未同意英国外交人员与他见面。
2020年12月时，英国首相鲍里斯·约翰逊的發言人向記者表示，“英國仍然對香港當局專注於對黎智英等民主人士進行法律訴訟深表關切。”英國外交部表示，由於中華人民共和國不承認雙重國籍，因此不能為他提供領事協助。而香港政府和中央政府在日常行政中，并不承认拥有双重或多重国籍的香港居民在香港及中华人民共和国境内可享有外国领事保护。2023年12月，施志安在英國國會下議院提出緊急質詢，称黎智英從未持有中华人民共和国护照。印太事務國務大臣卓雅敏指，英國政府當然肯定黎智英是英國公民，但香港方面不承認。2023年年初，黎智英的英國護照到期。卓雅敏親自介入，發出新的英國護照。
此外，黎智英虽然在法理上为中华民国国民，但中華民國政府对他的国民身份并无积极主张。2020年5月26日，中華民國總統府發言人張惇涵在相关发言时，将他与有移民台湾需求的香港人等同视之。

## 著作
- . 香港: 壹出版. 2013. ISBN 978-988-8059-62-1.
- . 香港: 壹出版. 2012. ISBN 978-988-8059-39-3.
- . 香港: 壹出版. 2011. ISBN 978-988-8059-15-7.
- . 香港: 壹出版. 2010. ISBN 978-962-577-974-4.

. 台北: 商周. 2010. ISBN 978-986-120-435-2.
- . 香港: 壹出版. 2010. ISBN 978-962-577-983-6.

. 台北: 商周. 2011. ISBN 978-986-120-605-9.
- . 香港: 壹出版. 2009. ISBN 978-962-577-950-8.

. 台北: 商周. 2010. ISBN 978-986-6285-07-3.
- . 香港: 壹出版. 2008. ISBN 978-962-577-901-0.

. 台北: 商周. 2008. ISBN 978-986-6571-71-8.
- . 香港: 壹出版. 2007. ISBN 978-962-577-869-3.
- . 香港: 壹出版. 2006. ISBN 978-962-577-847-1.
- . 香港: 壹出版. 2006. ISBN 978-962-577-844-0.

. 台北: 商周. 2007. ISBN 978-986-124-960-5.
- . 香港: 藍鯨. 2005. ISBN 978-986-7964-73-1.

. 台北: 商周. 2007. ISBN 978-986-124-785-4.
- . 香港: 壹出版. 2005. ISBN 978-962-577-621-7.
- . 香港: 壹出版. 2005. ISBN 978-962-577-739-9.
- . 香港: 壹出版. 2005. ISBN 978-962-577-699-6.
- . 香港: 壹出版. 2005. ISBN 978-962-577-692-7.
- . 香港: 壹出版. 2005. ISBN 978-962-577-600-2.
- . 香港: 壹出版. 2005. 9789625774978 (二版).
- . 香港: 壹出版. 1997. ISBN 978-962-577-085-7.

. 台北: 遠景. 2002. ISBN 978-957-39-0671-1.
- . 香港: 壹出版. 2001. ISBN 978-962-577-032-1.

. 台北: 遠景. 2002. ISBN 978-957-39-0670-4.
- . 香港: 壹出版. 2001. ISBN 978-962-577-001-7.

. 台北: 遠景. 2002. ISBN 978-957-39-0669-8.
- . 香港: 壹出版. ISBN 978-962-577-234-9.

. 台北: 遠景. 1998. ISBN 978-957-39-0576-9.

## 傳記
- 呂家明. . 香港: 明報. 1997. ISBN 978-962-357-952-0.

. 台北: 遠景. 1997. ISBN 978-957-39-0539-4.